# Andreas Joannis
Andreas Johannis, död 19 februari 1617 i Slaka socken, Östergötlands län, var en svensk präst. 
Andreas Johannis prästvigdes 1582 och blev kyrkoherde i Slaka församling 1596. Han fick två söner, Johannes Andreæ Slakovius och Olaus Andreæ Slacovius, som båda blev kyrkoherdar. Barnen antog efternamnet Slakovius.